# Parkside Avenue
Parkside Avenue – stacja metra nowojorskiego, na linii B i Q. Znajduje się w dzielnicy Brooklyn, w Nowym Jorku i zlokalizowana jest pomiędzy stacjami Prospect Park i Church Avenue. Została otwarta w 1907.